# Matthias Bartolomey

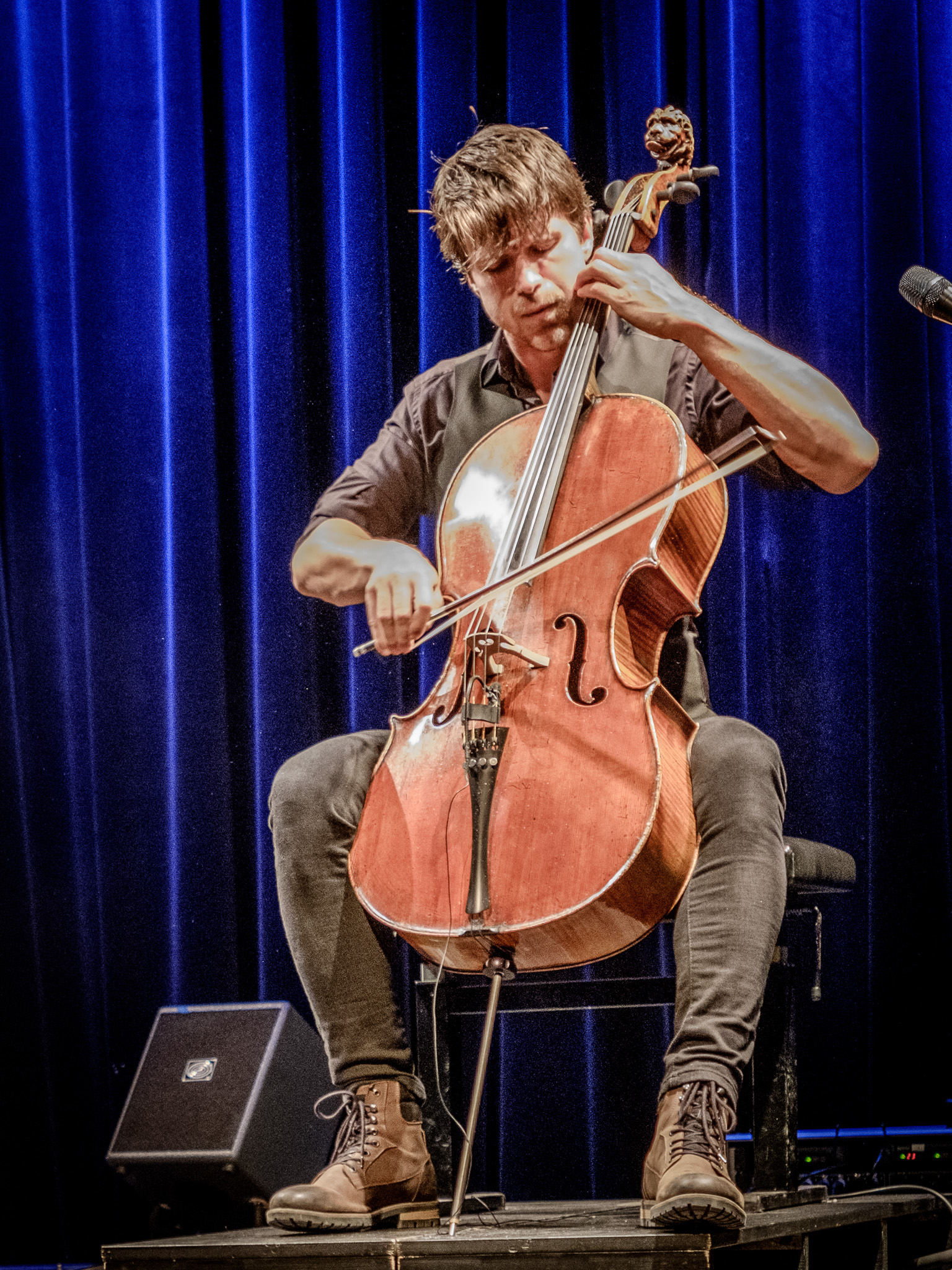
Matthias Bartolomey im Konzert BartolomeyBittmann - »Best of BB« im Kulturhaus Emailwerk am 6. Juli 2024

Matthias Bartolomey (* 1985 in Wien) ist ein österreichischer Cellist, der sowohl in der Klassik als auch im Jazzgenre aktiv ist.

## Leben und Wirken
Bartolomey, der in einer Musikerfamilie aufwuchs, erhielt mit sechs Jahren ersten Cellounterricht durch seinen Vater Franz Bartolomey. Dann studierte er in der Konzertfachklasse der Universität für Musik und darstellende Kunst Wien bei Valentin Erben und am Mozarteum Salzburg bei Clemens Hagen, wo er seine Ausbildung 2010 mit Auszeichnung abschloss. Zwischen 2000 und 2004 nahm er auch an Kursen im Internationalen Orchesterinstitut Attergau unter den Dirigenten Valery Gergiev, Mariss Jansons und Bobby McFerrin teil. Zudem absolvierte er Meisterkurse bei Mstislaw Rostropowitsch, Janos Starker, Patrick Demenga, Heinrich Schiff und Günther Pichler.
Bartolomey spielte während des Studiums im Orchester der Wiener Staatsoper und bei den Wiener Philharmonikern, beim Chamber Orchestra of Europe und dem Mahler Chamber Orchestra. 2010 holte ihn Nikolaus Harnoncourt als Solo-Cellisten zum Concentus Musicus Wien. Als Solist arbeitete er unter anderem mit dem Wiener Kammerorchester und der Wiener Kammerphilharmonie zusammen.
2012 gründete er mit dem Geiger Klemens Bittmann das Duo BartolomeyBittmann, das bisher (2025) vier Alben vorgelegt hat und erfolgreich international tourte; für dieses Duo, das sich dem Jazz nähert, komponiert er auch.
Mit dem Pianisten Clemens Zeilinger bildete Bartolomey ein klassisches Duo, das 2014 Werke von Previn, Schostakowitsch und Berauer für das Label ARS Produktion aufnahm. Gemeinsam mit den Geigern Florian Willeitner und Johannes Dickbauer und dem Bassisten Georg Breinschmid spielt er im Quartett Strings & Bass (gleichnamiges Album 2017). Weiterhin wirkte er an literarisch-musikalischen Projekten mit Martina Gedeck, Isabel Karajan, Birgit Minichmayr, Karl Markovics und dem TenHagen Quartett mit. Für die Musik zum Film Wir töten Stella von Julian Pölsler spielte er 2017 die Sarabande aus der Suite Nr. VI für Violoncello von Johann Sebastian Bach ein. 2024 legte er ein Album mit Solowerken von Bach und eigenen Kompositionen vor. Zudem ist er an Alben von Anna F., Boy, Andreas Bourani, Agnes Palmisano, Philipp Griessler sowie Pizzera & Jaus beteiligt.
Bartolomey spielt ein Cello, das 1727 von David Tecchler in Rom gebaut wurde, und in seinem Soloprogramm auch ein neues Instrument, das Philip Bonhoeffer im Jahr 2021 baute.
Weiterhin lehrt Bartolomey seit 2020 als Universitätsprofessor am Mozarteum Salzburg.

## Preise und Auszeichnungen
2000 wurde Bartolomey Bundessieger beim Nachwuchswettbewerb Prima la musica. 2004 gewann er den Ersten Preis bei Musica Juventutis. 2006 war er zweiter Preisträger beim Internationalen Johannes-Brahms-Wettbewerb in Pörtschach. 2009 zeichnete ihn die Mozartgemeinde Wien mit dem Erich-Schenk-Preis für junge Musiker aus. Beim Wettbewerb Gradus ad Parnassum errang er 2009 den ESTA-Preis für die beste Interpretation von Ligetis Solo-Sonate. Im Duo BartolomeyBittmann errang er bei den BMW Welt Jazz Awards 2018 den 2. Preis und den Publikumspreis. Das Album Zehn von BartolomeyBittmann kam 2022 in der Kategorie „Grenzgänge“ auf die Quartals-Bestenliste beim Preis der deutschen Schallplattenkritik.